# Чудо святого домініканця (Гварді)
«Чудо святого домініканця» або «Чудо св. Гіацинта» (італ. Miracolo di un santo domenicano) — картина італійського живописця Франческо Гварді (1712–1793), представника венеціанської школи. Створена у 1763 році. З 1931 року зберігається в колекції Музею історії мистецтв у Відні (інв. №GG 6811).
Картина була виконана для каплиці св. Домініка церкви св. Петра-мученика на острові Мурано у Венеції і до 1807 року знаходилась там; з 1825 року зберігалась у Сан-Джованні-Еванджеліста у Венеції; потім потрапила до Даніеле Полакко у Венецію, а потім до графа Андраші у Будапешт. У 1931 році придбана Музеєм історії мистецтв у Відні за сприяння друзів музею.
На картині зображено одне із численних чудес, що приписується домініканському святому, ймовірно св. Гіацинту, тобто Яцеку Одровонжу (1183/85–1257), який врятував з води монахів, що впали зі зваленого мосту під час розливу Дніпра. Використовуючи майже імпресіоністичний стиль, художник рішучими мазками зобразив персонажів і пустельний пейзаж. Як у своїх ведутах, Гварді розлучився із документальною точністю, створивши картину поза часом і простором, де фігури, ніби втратили плоть і набули світлову вібрацію. Небо і вода поширюються до з'єднання одне з одним, і полотно передає відчуття безкінечності.